# Grattons
Ne doit pas être confondu avec Grillon (pâté).
Les grattons (parfois gratons, très rarement au singulier) sont des aliments composés de tissus adipeux de porc, d'oie, de poulet ou de canard, confits dans leur graisse, utilisés dans de nombreuses traditions culinaires dans le monde : en Thaïlande, khaep mu, thaï : แคบหมู, /kʰɛ́p mǔː/ ; aux Philippines, chicharon ; au Viêt Nam, tóp mỡ ; aux États-Unis, pork rinds, parfois cracklings ; au Canada, scrunchions ; au Mexique, chicharrón ou cuerito ; en Espagne, cortezas de cerdo ou cueritos, quand ils sont sans morceaux de gras, et chicharrones ou torreznos, quand ils en comportent ; aux Pays-Bas et en Belgique, knabbelspek, etc.
En France métropolitaine, les grattons sont un plat traditionnel, souvent régional. Parfois chauds, le plus souvent froids, ils sont servis à l'apéritif, en plat avec une salade, en accompagnement, ou utilisés dans des tartes, des tourtes ou autres spécialités culinaires.
Appelée aussi en France gratterons, gratelons, griaudes, grillaudes, grillons, fritons, rillons, graisserons, grille-naudes en Bourgogne ou encore greubons, en Suisse et en Savoie, crétons en Normandie, cette préparation se retrouve notamment en Limousin et en Auvergne, en Touraine, dans le Lyonnais, en Saintonge, en Angoumois, en Guyenne, en Périgord, en Gascogne, dans les Cévennes, dans le Morvan ou encore à La Réunion.

## Étymologie
Selon les dictionnaires, les origines et explications diffèrent.
Le Littré définit les grattons « dans l'Angoumois et la Saintonge, comme des débris de porc cuits dans la graisse ; c'est ce qu'on nomme ailleurs rillettes et rillons ». Pour Le Petit Robert, les grattons (de gratter ou de creton), « morceau de gras frit », du néerlandais kerte, « entaille » sont des résidus de la fonte de graisse animale (porc, oie, dinde), salés avant refroidissement et consommés froids. Mais aussi une charcuterie faite de morceaux de porc cuits dans la graisse. Greubons ou grabons est un mot attesté vers 1820-1825 en Suisse. Fritons : mot attesté en 1879. Grillons : hapax de 1611 (de rille, « rillettes »), usage courant vers 1836.

## Préparation
Dans les régions concernées de France métropolitaine, la recette des grattons consiste à faire une sorte de rillettes grossières : les bardes de porc, dans lesquelles sont inclus des morceaux de maigre et de couenne, sont découpées en lanières et mises à confire à feu très doux dans une cocotte avec très peu d'eau. La graisse doit rester blanche, sans brûler ni roussir, elle donnera le saindoux, utilisé dans de nombreux produits charcutiers. Après une, voire cinq à six heures, les parties confites sont égouttées, pressées et assaisonnées avec du sel, du poivre, des épices, parfois additionnées de quelques gouttes de vinaigre, d'ail ou de persil haché. Quinze kilos de gras de porc (lard gras, gorge, panne…), donnent généralement trois kilos de grattons.
À La Réunion, le graton, ou gratton (le nom est utilisé au singulier), n'est fait qu'à partir de morceaux de couenne avec le gras, sans aucun morceau de maigre. Comme pour la recette précédente, les morceaux sont mis à cuire longuement dans une grande marmite. La cuisson se poursuit cependant jusqu'à ce que les morceaux soient dorés. Puis de l'eau salée est ajoutée pour créer l'éclatement de la couenne. Le résultat donne des morceaux « soufflés » (un peu comme le pop-corn, en plus gros) et très croustillants. Le graton est consommé à La Réunion principalement tel quel, en apéritif, mais aussi préparé en rougail (pilé au pilon) ou en carry (en morceaux).

## Recettes
- Brioche ou cake aux grattons : où les grattons remplacent le lard (galette aux griaudes, dans le Morvan, ou pompe aux grattons, en Auvergne).
- Fougasse aux grattons d'oie dans les Cévennes.
- En accompagnement d'une salade verte, en remplacement des lardons.
- Omelette aux grattons.
- Volaille farcie aux grattons et au yaourt.

## Variantes
- Fritons : on parle aussi de grattons pour le porc et le canard, certains Lyonnais préférant le mot fritons, pour les grattons de canard. Alors que les grattons classiques au porc sont assez gros (morceaux de 5 cm), les grattons d'oie se présentent sous la forme de boules irrégulières, de 0,5 à 2 cm de diamètre, de couleur brun clair, composés de graisse et de peau d'oie agglomérés.
- Rillons : il s'agit d'un morceau de poitrine de porc de quelques centimètres de côté, rissolé et confit dans la graisse. Le rillon est un mets traditionnel originaire de la Touraine, dont l'origine remonte probablement au Moyen Âge. Il peut se manger tiède ou froid, en tourte ou en salade notamment[5].
- Rillauds : spécialité de l'Anjou, apparentée au rillon de Touraine, mais de taille moins réduite et incorporant la couenne.
- Ventrèche.

### Autres désignations
Les grattons désignent également en France une spécialité bordelaise mais également berrichonne (également appelé billon dans le jargon berrichon), à base de confit recouvert de gras, servie en accompagnement pour les huîtres. Elle désigne aussi une friandise lyonnaise à base de nougatine, de fruits confits et d'amandes, recouverts de chocolat ; et les petits cailloux qui font dévier le tir au jeu de boules. Nizier de Puitspelu dans son Littré de la Grand'Côte, dictionnaire d'expressions lyonnaises, donne comme exemple : « Ta boule était bien jouée, seulement elle a rencontré un gratton. »

### En Europe

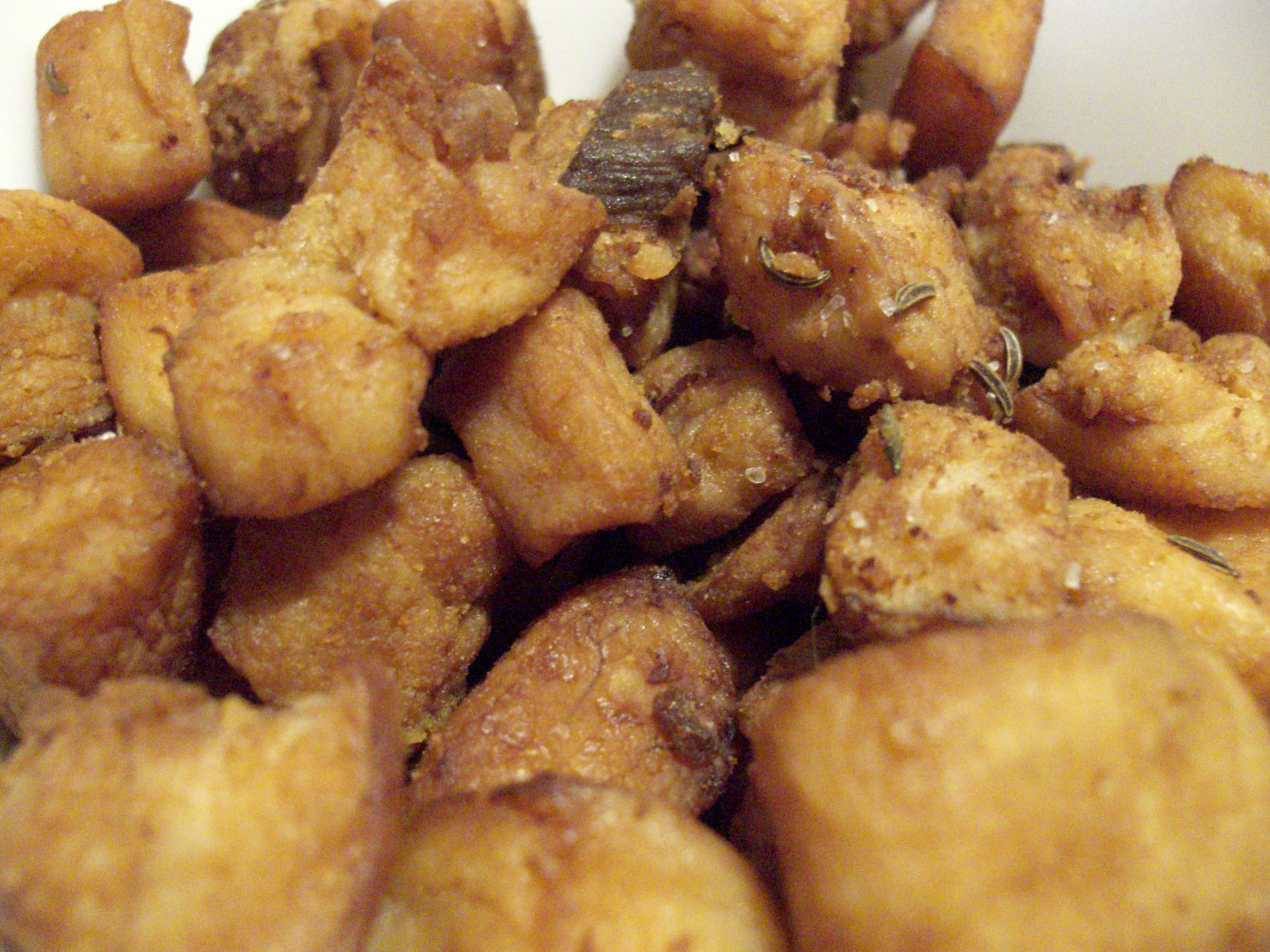
Škvarky.

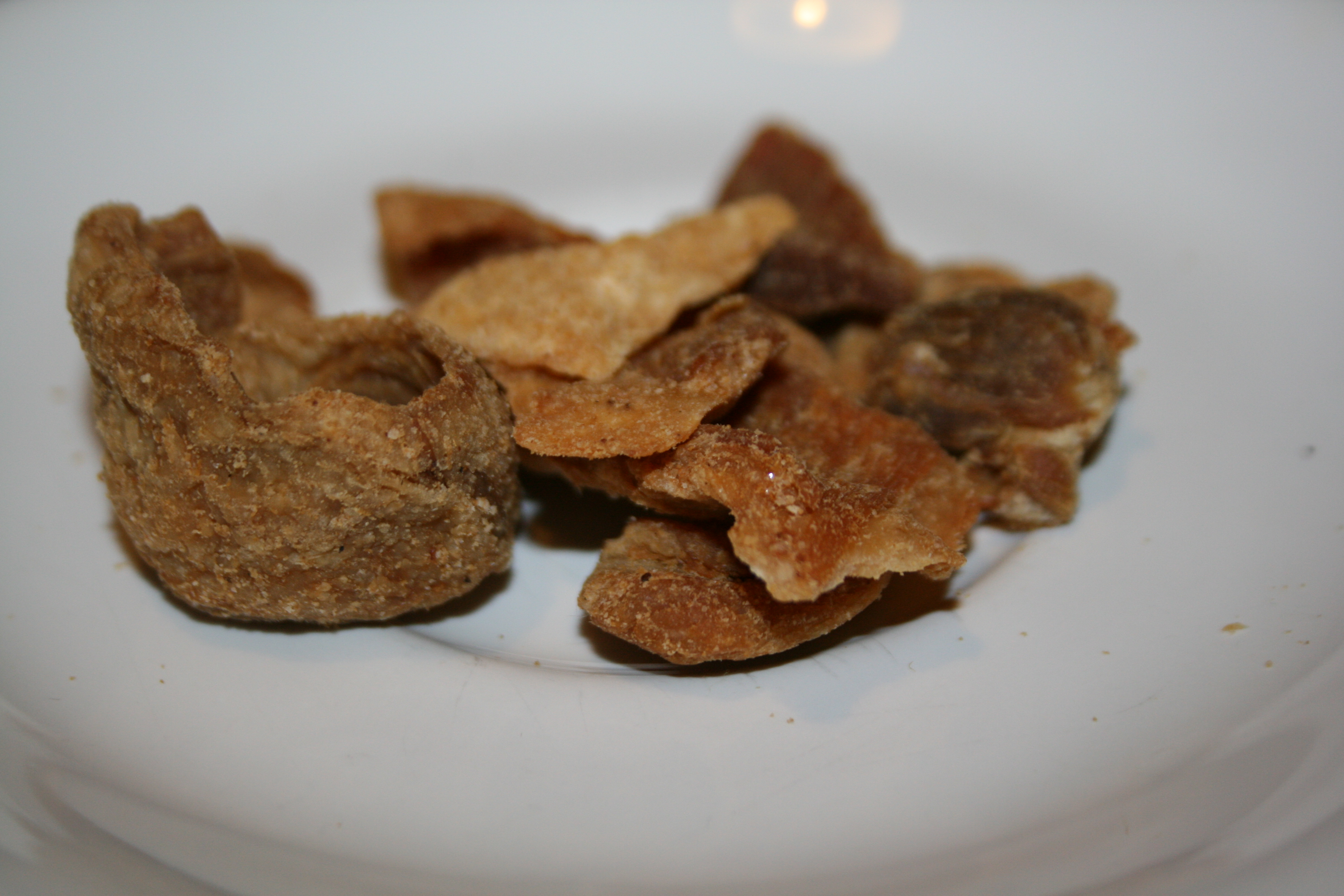
Ciccioli.

- Allemagne : Grieben ou Griebenschmalz[6], Gribbens ou encore Greben, Gribbenes, Griven[7], notamment à base de graisse de porc ou de différentes volailles (oie, poulet, dinde, etc.).
- Angleterre : scratchings.
- Autriche : grammeln.
- Bosnie, Croatie, Serbie : čvarci ou Чварци.
- Espagne : cortezas de cerdo ou cueritos, quand ils sont sans morceaux de gras, et chicharrones ou torreznos avec.
- Hongrie : töpörtyű vagy népiesen tepertő, pörcögő.
- Italie : ciccioli en Calabre, Campanie, Émilie-Romagne, Frioul-Vénétie Julienne, Lombardie, Marches, Toscane, Abruzzes, et Latium.
- Pays-Bas et Belgique : knabbelspek.
- Pologne : skwarki.
- Portugal : torresmos.
- République tchèque : škvarky.
- Slovénie : ocvirki.
- Slovaquie : škvarky, oškvarky.
- Suisse : greubons, voir notamment le taillé aux greubons.
- Ukraine : шкварки (škvárky).
- Roumanie : jumări.

### En Asie
- Philippines : chicharon.
- Viêt Nam : tóp mỡ.
- Thaïlande : khaep mu (thaï : แคบหมู, /kʰɛ́p mǔː/).

### En Amérique
- Acadiane (Louisiane) : gratons. « Des couennes rissolées, appelées “gratons” en français cajun » (James Lee Burke, Le Brasier de l'ange, p. 66)[8].
- Canada : scrunchions, et cretons au Québec et chez les Ontariens francophones.
- États-Unis : pork rinds, parfois cracklings.
- Mexique : chicharrón ou cuerito.
- Pérou : chicharrón, chicharrón de chancho, entre notamment dans la recette de pan con chicharrón accompagné de patate douce et d'oignon rouge.